# コールハープル・マラーター王国

コールハープル・マラーター王国
Kolhapur Maratha Kingdom
करवीर राज्य

1896年の版図

コールハープル・マラーター王国（コールハープル・マラーターおうこく、マラーティー語 : करवीर राज्य、英語 : Kolhapur Maratha Kingdom）は、インドのデカン高原、コールハープル地方に存在したヒンドゥー王朝（1710年 - 1947年）。首都はパンハーラー、コールハープル。マラーター王国の分国でもある。1812年以降はコールハープル藩王国となる。

## 歴史
1707年、第4代マラーター王シヴァージー2世はシャーフーにケードの戦いで敗北し、1708年にはシャーフーが第5代マラーター王として即位したことにより、王位を失った。
1710年、シャーフーはシヴァージー2世にコールハープル地方一帯を領地として与えた。ここにシヴァージー2世を初代とするマラーター王国の分国が誕生した。
1714年8月2日、シヴァージー2世は弟サンバージー2世に投獄され、サンバージー2世が新たな王となった。その後、サンバージー2世はパンハーラーからコールハープルへと遷都した。
1731年4月13日、サンバージー2世はマラーター王国とワールナー条約を締結した。これにより、コールハープルは正式にマラーター王国から分離した。
1760年12月、サンバージー2世は継嗣なくして死亡したが、1762年9月にシヴァージー3世が養子として迎えられた。その治世、1812年10月1日にイギリスと軍事保護条約を締結し、従属下の藩王国となった。
1813年4月、シヴァージー3世は死亡し、息子サンバージー3世が継承するも、1821年7月に死去した。その後、サンバージー3世の息子シヴァージー4世が継承したが、翌1822年1月に死去し、彼の叔父で摂政のシャハージーが継承した。
1838年12月、シャハージーが死亡すると、息子のシヴァージー5世が継承した。だが、1866年8月に彼が死亡するとその王統は途絶え、一族から迎えられたラージャーラーム2世が継承した。
1870年11月、ラージャーラーム2世が死亡すると、再び王統が途絶えたものの、翌年にシヴァージー6世が養子として迎えられ、藩王位を継承した。
1883年12月、シヴァージー6世が死ぬと、翌年に一族からシャーフーが養子として迎えられ、藩王位を継承した。
シャーフーの治世、多数の学校および学生のホステルを設立、気前よく寄付をし、1920 年にシャーフー・ヴェーダ学校を設立した。
1922年5月、シャーフーが死亡すると、息子ラージャーラーム3世が継承した。彼は1911年にジョージ5世の戴冠式とデリー・ダルバールに参加した。
1940年11月、ラージャーラーム3世が死亡すると、再び王統が絶えたが、翌1941年12月に養子に迎えられたシヴァージー7世が継承した。
1946年9月、シヴァージー7世が死亡して王統が途絶えると、1947年3月にパワール家からシャハージー2世が迎えられた。
同年8月15日、インド・パキスタン分離独立時、コールハープル藩王国はインドへと帰属した。

## 歴代君主
- シヴァージー2世（在位：1710年 - 1714年）
- サンバージー2世（在位：1714年 - 1760年）
- シヴァージー3世（在位：1762年 - 1813年）
- サンバージー3世（在位：1813年 - 1821年）
- シヴァージー4世（在位：1821年 - 1822年）
- シャハージー（在位：1822年 - 1838年）
- シヴァージー5世（在位：1838年 - 1866年）
- ラージャーラーム2世（在位：1866年 - 1870年）
- シヴァージー6世（在位：1871年 - 1883年）
- シャーフー（在位：1884年 - 1922年）
- ラージャーラーム3世（在位：1922年 - 1940年）
- シヴァージー7世（在位：1941年 - 1946年）
- シャハージー2世（在位：1947年）